# Holochilus oxe
O Holochilus oxe é uma espécie de roedor endêmico do Brasil do gênero Holochilus.
Ocorre no estado do Alagoas (na Estação Ecológica de Murici e em Quebrangulo), no Ceará (no Crato) e em Pernambuco (São Lourenço da Mata e Caruaru).